# スペインのサッカー選手一覧
スペインのサッカー選手一覧（スペインのサッカーせんしゅいちらん）は、スペイン出身のサッカー選手の一覧である。Category:スペインのサッカー選手も参照。
この項目はCategoryではないので、記事の無い選手については赤リンクや仮リンク、簡単な説明の併記なども可能。
年代は選手の生年月日をもとに分けている。

## 1900年代
| GK | DF | MF | FW - アドルフォ・スアレス・モラン |

## 1910年代
| GK - アントニオ・ペレス・バラダ | DF | MF | FW |

## 1920年代
| GK | DF | MF | FW - アドリアン・エスクデロ |

## 1930年代
| GK | DF | MF - ミゲル・ホネス | FW |

## 1950年代
| GK - ルイス・アルコナーダ | DF - ミゲル・ベルナルド - ホセ・ラモン・アレサンコ - ホセ・アントニオ・カマーチョ - フリオ・アルベルト - アントニオ・マセーダ - アンドニ・ゴイコエチェア | MF - フランシスコ・カラスコ - ヘスス・マリア・サモラ - ラファエル・ゴルディージョ - リカルド・ガジェゴ - ビクトル・ムニョス - フアン・セニョール | FW - サンティリャーナ - ダニ・ルイス - ヘスス・マリア・サトルステギ - ファニート・ゴメス - キニ |

## 1960年代
| GK - アンドニ・スビサレッタ - サンティアゴ・カニサレス - エミリオ・ロペス・フェルナンデス | DF - ミゲル・テンディーリョ - チェンド - ジェナー・アンドリーニャ - マノーロ・サンチス - ミゲル・アンヘル・ナダル - ラファエル・アルコルタ - フェルナンド・イエロ | MF - アドルフォ・アルダーナ - ミチェル・ゴンザレス - マルティン・バスケス - ヨン・アンドニ・ゴイコエチェア - ギジェルモ・アモール - ルイス・エンリケ | FW - フリオ・サリーナス - ロベルト・フェルナンデス - ホセ・マリア・バケーロ - エミリオ・ブトラゲーニョ - チキ・ベギリスタイン - マノーロ・サンチェス |

## 1970年代
| GK | DF - アルベルト・フェレール - アベラルド・フェルナンデス - セルジ・バルフアン - アグスティン・アランサバル - ミチェル・サルガド - イバン・エルゲラ - フアニート・モレノ - カルレス・プジョル - カルロス・マルチェナ | MF - ジョゼップ・グアルディオラ - フレン・ゲレーロ - ガイスカ・メンディエタ - ルーベン・バラハ - マルコス・セナ - フアン・カルロス・バレロン - ダビド・アルベルダ - アルバロ・ベニート - アレハンドロ・カンパーノ | FW - イスマエル・ウルサイス - アルフォンソ・ペレス - キコ - フェルナンド・モリエンテス - ホセバ・エチェベリア - ラウル・ゴンサレス |

## 1980年代
| GK - イケル・カシージャス - ビクトル・バルデス - ペペ・レイナ - ダビド・デ・ヘア - ビクトル・イバニェス | DF - ビセンテ・ロドリゲス - ラウール・アルビオル - ジェラール・ピケ - アントニオ・ロペス - フアンフラン・トーレス - セルヒオ・ラモス - アルバロ・アルベロア - ジョルディ・アルバ - セサル・アスピリクエタ - アジョセ・ディアス | MF - アンデル・エレーラ - アンドレス・イニエスタ - シャビ・エルナンデス - シャビ・アロンソ - フアン・マヌエル・マタ - セスク・ファブレガス - ダビド・シルバ - セルヒオ・ブスケッツ - パブロ・エルナンデス - サンティ・カソルラ - ハビ・マルティネス - オスマル・イバニェス | FW - ダビド・ビジャ - フェルナンド・トーレス - ホアキン・サンチェス - ジョアン・カプデビラ - ヘスス・ナバス - ペドロ・ロドリゲス - ロベルト・ソルダード - フェルナンド・ジョレンテ - ジエゴ・コスタ - カルロス・マルティネス - ペドロ・マンジー |

## 1990年代
| GK - ダビド・デ・ヘア - ケパ・アリサバラガ - アイノア・フェルナンデス | DF - ダニ・カルバハル - ホセ・ガヤ - セルジ・ロベルト - アイトール・ブニュエル | MF - コケ - ティアゴ・アルカンタラ - サウール・ニゲス - イスコ - ロドリ - ファビアン・ルイス - エデル・ゴンサレス | FW - アルバロ・モラタ - マルコ・アセンシオ - キケ・サベリオ - ホセ・ルイス・サンマルティン・マト |

## 2000年代
| GK | DF - アレクサンドル・ツィルレア - イケル・レシオ | MF - ペドリ - ウーゴ・アルバレス・アントゥネス - ウーゴ・ソテロ | FW - フェラン・トーレス - アンス・ファティ - アルバロ・アギーレ |